# Норт-Литл-Рок
Норт-Литл-Рок (англ. North Little Rock) — город с местным самоуправлением в штате Арканзас, США. Население — 62 304 человека (по переписи 2010 года). Расположен на реке Арканзас, напротив столицы штата Литл-Рок.

## История

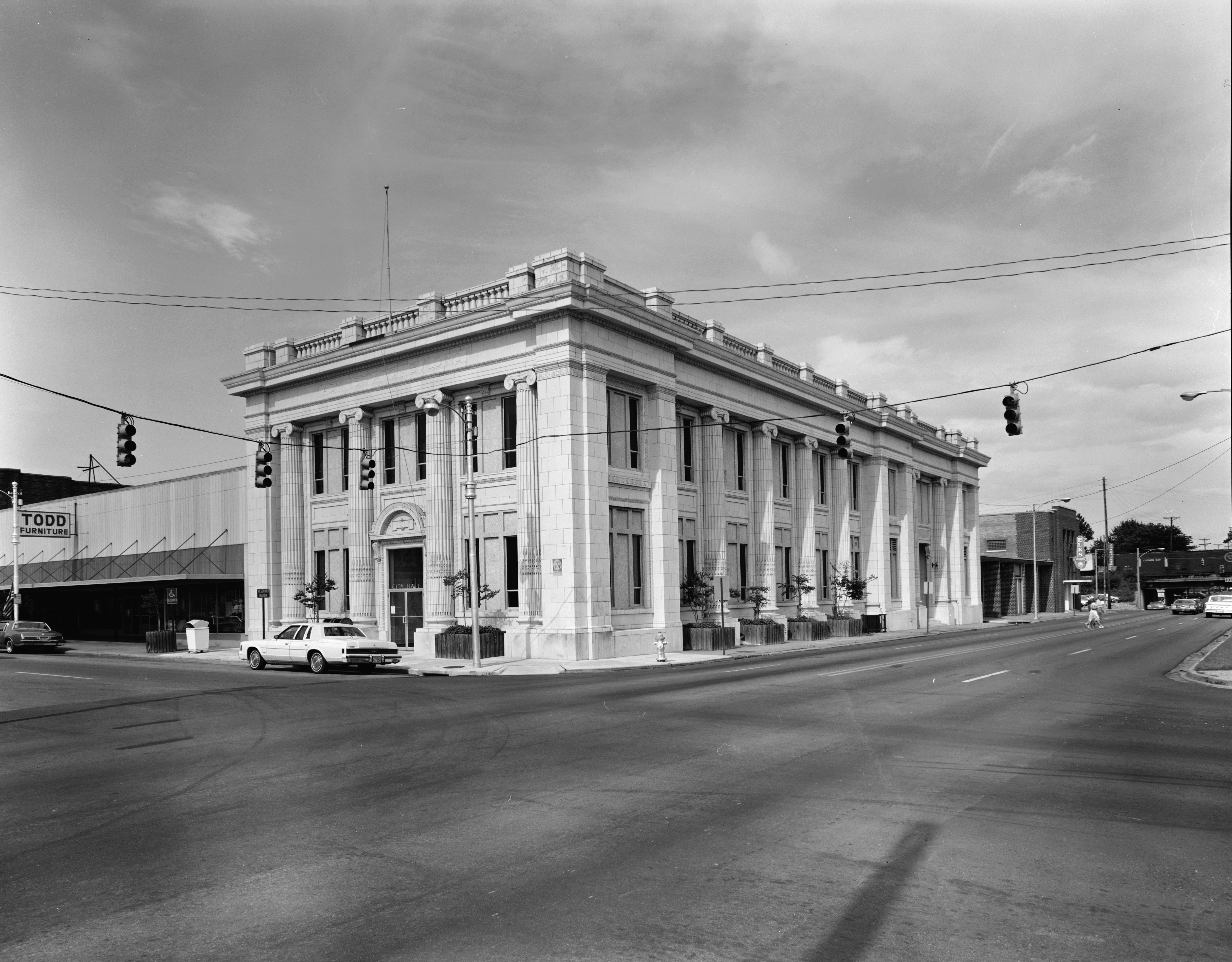
Здание мэрии города

В 1866 году здесь было основано поселение Арджента. В 1890 году Арджента, не включённая в список городов, стала частью Литл-Рока. В 1901 году в окрестностях Ардженты получил статус города Норт-Литл-Рок, в 1903 году по решению Верховного суда Арканзаса включивший в себя и территорию Ардженты. Первоначально объединённый город носил название Ардженты, однако к 1917 году был вновь переименован в Норт-Литл-Рок.
Городская мэрия была построена в 1914 году, на ней до сих пор имеются таблички, на которых город именуется Арджентой.
Исторический центр бывшей Ардженты был в 1993 году внесён в Национальный реестр исторических мест под номером 93000094. Мэрия и здание почты Норт-Литл-Рока также включены в реестр.

## Транспорт
Город расположен на левом берегу реки Арканзас.
В Норт-Литл-Роке от межштатной автомагистрали I-40 на юго-запад отходит магистраль I-30, здесь соединённая с US 167.
Помимо моста I-30 Норт-Литл-Рок и Литл-Рок связаны тремя железнодорожными мостами, а также автомобильными мостами US 67/US 70 и Main Street. Восточнее расположен мост I-440, вспомогательной магистрали, огибающей эти города.

## Демография
Согласно данным переписи населения 2010 года, в Норт-Литл-Роке проживало 62 304 человека. В 2000 году этот показатель составлял 60 700 человек.
Расовый состав жителей города в 2010 году распределился следующим образом: представителей белой расы 54,02 %, афроамериканцев 39,73 %, коренных американцев 0,39 %, монголоидов 0,94 %, представителей двух и более рас 2,14 %, латиноамериканцев любой расы 5,71 %.

## Управление города
Выборные должностные лица города Норт-Литл-Рок — это мэр, городской совет из членов городского совета (всего восемь, по два от каждого из четырёх округов), городской клерк / казначей, городской прокурор и два судьи. Список дополняется рядом советов и комиссий, состоящих из городских властей и жителей.

### Полиция
Департамент полиции Норт-Литл-Рока получил разрешение на эксплуатацию беспилотных летательных аппаратов (БПЛА). С малым беспилотным вертолётом отдел работает с 2008 года. Благодаря связям полиции с общественностью, преступность с 2010-х годов сильно снизилась, особенно отличился патрульный Томми Норман.

### Пожарная служба
В дополнение к вызовам пожарных и скорой помощи, пожарное управление Норт-Литл-Рока отвечает на вызовы к своей группе реагирования специальных операций, группе реагирования на опасные вещества и спасательной службе на реке Арканзас.